# إدلي
إدلي هو نوع من أنواع كعكة الأرز، مصدرها جنوب الهند، مشهور كوجبة إفطار في جنوب الهند وسريلانكا. تُصنع هذه الكعكة عن طريق تبخير خليط يتكون من العدس الأسود المخمر (منزوع القشرة) والأرز، حيث تسبب عملية التخمير تكسير النشويات بحيث يتم استقلابها بسهولة أكبر في الجسم.

## التحضير
لصنع الإدلي، تُنقع أربعة حصص من الأرز غير المطبوخ (أرز الإدلي أو الأرز المسلوق) وحصة واحدة من العدس الأبيض الكامل كل على حدة لمدة أربع ساعات إلى ست ساعات على الأقل أو طوال الليل. يمكن إضافة التوابل اختياريًا مثل بذور الحلبة إلى ماء النقع للحصول على نكهة إضافية. بعد النقع، يُطحن العدس حتى يصبح معجونًا ناعمًا ويطحن الأرز بشكل منفصل بشكل خشن، ثم يتم دمجهما. بعد ذلك، يُترك الخليط ليتخمر طوال الليل، حيث يتضاعف حجمه. بعد التخمير، يوضع خليط إدلي النهائي في قوالب مدهونة معدّة للتبخير. تسمح القوالب المثقبة بطهي الإدلي بالتساوي. توضع الصواني فوق مستوى الماء المغلي في إناء، ويغطى الإناء حتى تنضج الإدلي (حوالي 10-25 دقيقة، حسب الحجم). تقليدياً، تستخدم أوراق الأشجار بدلاً من القوالب.

### التقديم
نظرًا لأن الإدلي العادي خفيف المذاق، فإن البهارات تعتبر ضرورية. غالبًا ما يتم يقدّم الإدلي مع الصلصات (المعتمدة على جوز الهند ) والسامبر والميدو فادا. ومع ذلك، فإن هذا يختلف بشكل كبير حسب المنطقة والذوق الشخصي، وغالبًا ما يُقدّم أيضًا مع صلصة الكارا (التي تعتمد على البصل) أو كاري السمك الحار .

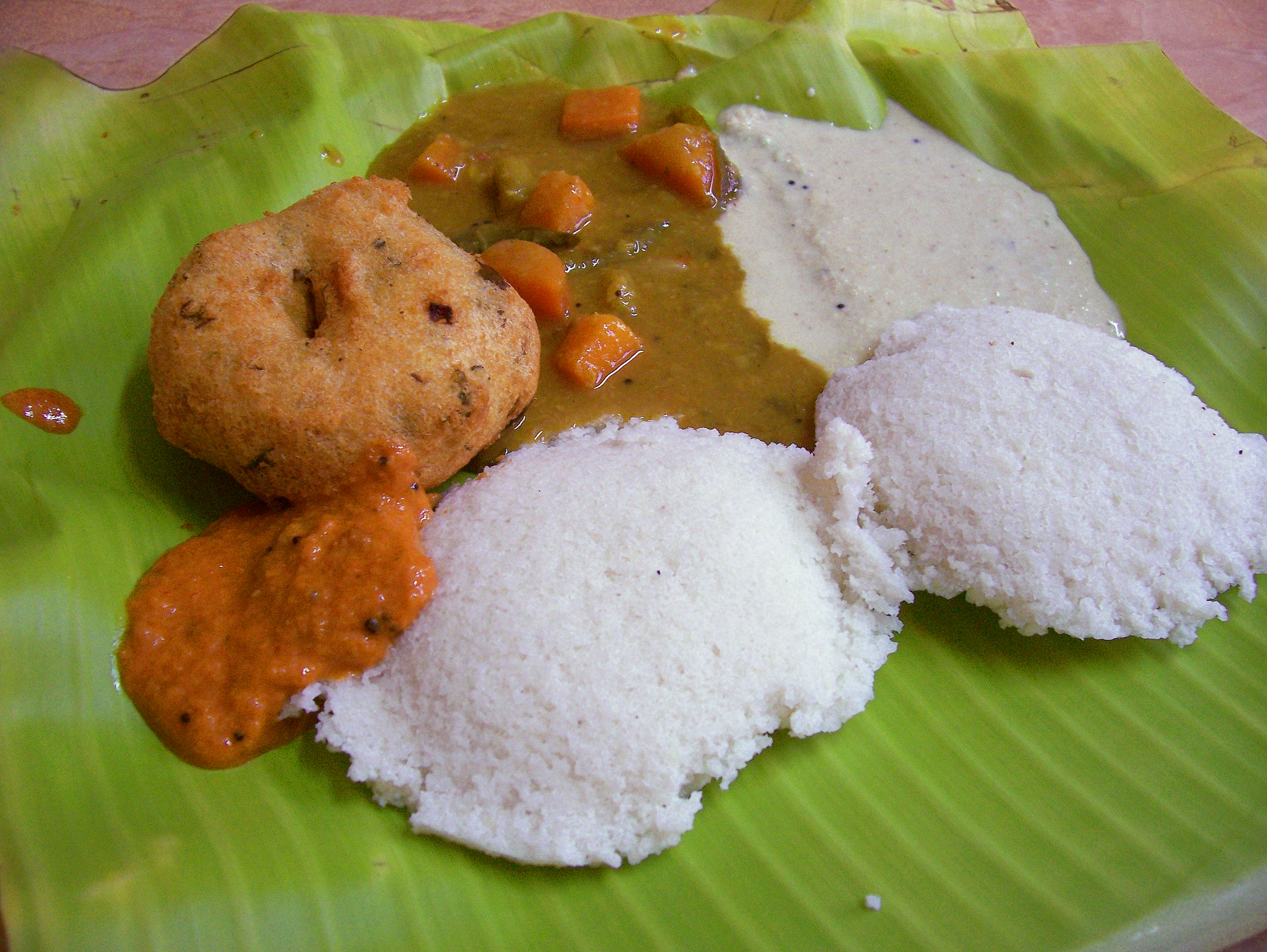
يقدم إدلي مع صلصة جوز الهند والسامبر وميدو فادا على أوراق الموز.

## يوم الإدلي
يتعبر يوم 30 مارس اليوم العالمي للإدلي. حيث احتُفل به لأول مرة في عام 2015 في تشيناي.